# Кукуруза Теодор Дмитрович
Теодор Дмитрович Кукуруза (14 вересня 1956, Верхобуж, Золочівського району, Львівської області — 26 травня 2022) — український поет, композитор та виконавець пісень.

## Біографія
Виріс у Верхобужі. Ще у 1976 році створив свій ВІА «Джерела Бугу».
У 1980 році закінчив Дрогобицький державний педагогічний університет імені Івана Франка за спеціальністю вчитель математики. Працював керівником відділу культури Золочівської міської ради. У 2010-2015 роках був депутатом Львівської обласної ради від ВО «Свобода».
У творчому доробку Теодора Кукурузи 380 пісень, написано і видано 5 збірок пісень: «Повертайтесь до рідних осель, українці!», «Любов від Бога нам дана!», «Сповідь», "Бог!, Україна! Любов! ", «Для чого ми?». Видано 22 компакт-диски. Авторська програма «Бог!, Україна! Любов!» пройшла випробування в різних містах України та на Майдані Незалежності у Києві. 
Його пісні звучать у радіоефірі, є музичним супроводом історико-патріотичних передач та фільмів. Теодор Кукуруза багато разів виступав перед українською діаспорою в США, Канаді. 
Серед загальновідомих пісень такі як: «До українців!» на вірші В. Баранова, «Не вставайте!» на вірші Д. Павличка, «А Україна таки є!» на вірші П. Скунця, «Ми народ український єдиний!» на вірші Д. Кулиняка, «Українці єднаймося!», «За рідний край!», «Де ми є?!», «День народження», «Єдиній», «Шукаймо себе!», «Україно вставай!» на власні вірші. 
Пісня «До українців!» (1996 р.) стала переможцем всеукраїнського конкурсу «Оберіг» (м. Луцьк).  Пісні «Українці, єднаймося!» цього року виповнилося 25 років (1991 р.). А всім відомій пісні «День народження» цьогоріч виповнилося 20 років (1996).
Його пісні виконують Народні артисти України Н. Шестак, І. Попович, дует «Скриня», квартет «Явір», ансамблі Міністерства оборони та МВС.
Теодор Кукуруза писав музику на вірші Б. Олійника, С. Пушика, Д. Павличка, А. Листопад, Д. Луценка, М. Карпенка та багато інших авторів.
Хворів на серце. 26 травня 2022 року помер у лікарні, у Львові.

## Альбоми
- «Бджола»
- «З днем народження, Україно»
- «Для чого ми?!»

## Відео
- «Дикі груші» [Архівовано 20 травня 2014 у Wayback Machine.]
- «День народження у тебе» [Архівовано 9 жовтня 2014 у Wayback Machine.]
- Творчий вечір Теодора Кукурузи [Архівовано 18 лютого 2018 у Wayback Machine.]